# Lixwm
Lixwm es una localidad situada en el condado de Flintshire, en Gales (Reino Unido), con una población estimada a mediados de 2016 de 642 habitantes.
Se encuentra ubicada al noreste de Gales, cerca de la costa de la mar de Irlanda, de la desembocadura del río Dee y a poca distancia al oeste de la ciudad inglesa de Liverpool.